# Afroguatteria bequaertii
Afroguatteria bequaertii là loài thực vật có hoa thuộc họ Na. Loài này được (De Wild.) Boutique mô tả khoa học đầu tiên năm 1951.